# ناحیه اولنیوک
ناحیه اولنیوک (به لاتین: Olenyoksky District) یک منطقهٔ مسکونی در روسیه است که در یاقوتستان واقع شده‌است.